# Liste der Baudenkmäler in Frensdorf
Auf dieser Seite sind die Baudenkmäler in der oberfränkischen Gemeinde Frensdorf zusammengestellt. Diese Tabelle ist eine Teilliste der Liste der Baudenkmäler in Bayern. Grundlage ist die Bayerische Denkmalliste, die auf Basis des Bayerischen Denkmalschutzgesetzes vom 1. Oktober 1973 erstmals erstellt wurde und seither durch das Bayerische Landesamt für Denkmalpflege geführt wird. Die folgenden Angaben ersetzen nicht die rechtsverbindliche Auskunft der Denkmalschutzbehörde.

## Baudenkmäler nach Gemeindeteilen

### Abtsdorf
| Lage                                                     | Objekt     | Beschreibung | Akten-Nr.              | Bild           |
| -------------------------------------------------------- | ---------- | --- | ---------------------- | -------------- |
| Abtsdorfer Mühle 1 (Standort)                            | Mühle      | Zweigeschossiger Halbwalmdachbau, Eckpilastern, Fenstergewände und Geschossgesimsen, verputzt, Fledermausgauben, 18./19. Jahrhundert | D-4-71-131-17 Wikidata | weitere Bilder |
| Am Holzberg (Standort)                                   | Wegkapelle | Auf quadratischem Grundriss mit Pyramidendach, Anfang 19. Jahrhundert; mit Ausstattung                                               | D-4-71-131-14 Wikidata | BW             |
| Am Holzberg, an Kreuzung westlich vor dem Ort (Standort) | Kruzifix   | Gusseisen, durchbrochen, auf zweifach gestuftem neuromanischem Sandsteinsockel, um 1900                                              | D-4-71-131-59 Wikidata | BW             |
| Abtsdorf 12 (Standort)                                   | Bauernhaus | Eingeschossiger Satteldachbau, Ecklisenen und Fensterrahmen, verputzt, 18./19. Jahrhundert                                           | D-4-71-131-15 Wikidata | BW             |
| Abtsdorf 25 (Standort)                                   | Bauernhaus | Massiver, zweigeschossiger Satteldachbau, Eckpilaster und Geschossgesimse, erste Hälfte 19. Jahrhundert                              | D-4-71-131-58 Wikidata | BW             |

### Birkach
| Lage                               | Objekt                                     | Beschreibung | Akten-Nr.              | Bild |
| ---------------------------------- | ------------------------------------------ | --- | ---------------------- | ---- |
| Antoniuskapelle ()                 | Antoniuskapelle                            | nicht nachqualifiziert | D-4-71-131-19 Wikidata |      |
| Birkacher Hauptstraße 7 (Standort) | Katholische Kapelle Unbefleckte Empfängnis | Saalbau mit Satteldach und eingezogenem Chor und Sakristeianbau, Giebelreiter mit Zwiebelhaube, 1954 von Gustav Engel; mit historischer Ausstattung  | D-4-71-131-18 Wikidata | BW   |
| Nähe Zum Alten Berg (Standort)     | Marter                                     | Sandstein, viereckiger, abgefaster Schaft mit Wappen und Schriftband, vierseitiger Aufsatz mit abgerundetem Kielbogen, gotisch, bezeichnet „15(?)44“ | D-4-71-131-20 Wikidata | BW   |

### Ellersdorf
| Lage                                        | Objekt              | Beschreibung | Akten-Nr.              | Bild |
| ------------------------------------------- | ------------------- | --- | ---------------------- | ---- |
| Ellersdorf 10, vor Haus Nummer 9 (Standort) | Bildhäuschen        | Sandsteinquader mit dreistufigem Abschluss und Figurennische, Gusseisenkreuz; bezeichnet „G.B. 1818“                                                 | D-4-71-131-22 Wikidata | BW   |
| Hofäcker; östlich des Ortes (Standort)      | Bildstock           | Stele auf Sockel mit Engelsköpfen, vierseitiger Aufsatz mit Relief, ohne Abschluss, bezeichnet „1722“                                                | D-4-71-131-23 Wikidata | BW   |
| Ellersdorf (Standort)                       | Katholische Kapelle | Sandstein, Tür- und Fenstergewände mit Segmentstürzen, halbrunde Apsis eingezogen, Satteldach mit Glockenaufsatz, bezeichnet „1838“; mit Ausstattung | D-4-71-131-21 Wikidata | BW   |

### Frensdorf
| Lage | Objekt                                            | Beschreibung | Akten-Nr.              | Bild           |
| --- | ------------------------------------------------- | --- | ---------------------- | -------------- |
| Hauptstraße 3; Hauptstraße 5 (Standort)                                                                                    | Dreiseithof, ehemaliger Fischerhof: Wohnstallhaus | eingeschossiger Satteldachbau mit genuteten Ecklisenen; 18. Jahrhundert                                                                   | D-4-71-131-2 Wikidata  | weitere Bilder |
| Hauptstraße 5 (Standort)                                                                                                   | Dreiseithof, ehemaliger Fischerhof: Auszugshaus   | Eingeschossiger Satteldachbau, Giebel mit Fachwerk                                                                                        | D-4-71-131-2 Wikidata  | weitere Bilder |
| Hauptstraße 5 (Standort)                                                                                                   | Dreiseithof, ehemaliger Fischerhof: Backofen      | | D-4-71-131-2 Wikidata  | BW             |
| Hauptstraße 5 (Standort)                                                                                                   | Dreiseithof, ehemaliger Fischerhof: Stall         | Mit Frackdach als Holzlege | D-4-71-131-2 Wikidata  | weitere Bilder |
| Hauptstraße 19 (Standort)                                                                                                  | Kruzifix                                          | Sandstein, neugotisch, bezeichnet „1874“                                                                                                  | D-4-71-131-68 Wikidata | weitere Bilder |
| Hauptstraße 24 (Standort)                                                                                                  | Marienstatue                                      | Sandstein, Balustersockel, bezeichnet „1909“                                                                                              | D-4-71-131-3 Wikidata  | weitere Bilder |
| Hauptstraße 25 (Standort)                                                                                                  | Pfarrkirche St. Johannes                          | Chorturm im Kern 14. Jahrhundert, Obergeschoss und Spitzhelm „1691“ (bezeichnet); mit Ausstattung                                         | D-4-71-131-1 Wikidata  | weitere Bilder |
| Hauptstraße 27 (Standort)                                                                                                  | Pfarrhaus                                         | Zweigeschossiger Satteldachbau mit Geschossgesims, im Kern „1630“ (bezeichnet) von Bonalino, stark erneuert zweite Hälfte 19. Jahrhundert | D-4-71-131-4 Wikidata  | weitere Bilder |
| Hauptstraße 27 (Standort)                                                                                                  | Pfarrscheune                                      | Fachwerk, steiles Walmdach, 18. Jahrhundert, durch große Fenstereinbauten verändert                                                       | D-4-71-131-4           | weitere Bilder |
| Im Schloß 6 (Standort) | Ehemaliges Wasserschloss                          | Zweigeschossiges Wohngebäude, Halbwalmdach, ornamentiertes Gurtband, bezeichnet „1857“                                                    | D-4-71-131-5 Wikidata  | weitere Bilder |
| Im Schloß 6 (Standort) | Stallstadel                                       | Massiv mit Satteldach | D-4-71-131-5 Wikidata  | weitere Bilder |
| Im Schloß 3, Im Schloß 4 (Standort)                                                                                        | Ringmauer                                         | Spätmittelalterlich und 18. Jahrhundert                                                                                                   | D-4-71-131-5           | weitere Bilder |
| Im Schloß 7 (Standort) | Ehemaliges Wasserschloss, Wohnhaus                | Eingeschossiger Frackdachbau | D-4-71-131-5 Wikidata  | weitere Bilder |
| Im Schloß 7 (Standort) | Stadel                                            | Massiv mit Satteldach | D-4-71-131-5 Wikidata  | weitere Bilder |
| Im Schloß 3; Im Schloß 4 (Standort)                                                                                        | Wohngebäude                                       | Eingeschossige Satteldachbauten | D-4-71-131-5 Wikidata  | BW             |
| Nähe Im Schloß (Standort)                                                                                                  | Stadel                                            | Fachwerk und Satteldach | D-4-71-131-5 Wikidata  | BW             |
| Im Schloß 1 (Standort) | Stadel                                            | Massiv mit Satteldach und Halbwalm | D-4-71-131-5 Wikidata  | weitere Bilder |
| Im Schloß 4 (Standort) | Stadel                                            | Massiv mit Satteldach | D-4-71-131-5 Wikidata  | BW             |
| Im Schloß 1 (Standort) | Nebengebäude                                      | Massiv mit Satteldächern | D-4-71-131-5 Wikidata  | BW             |
| In der Hölle (Standort) | Wegkapelle St. Nikolaus                           | Mit vergitterter Bildnische und Satteldach, 17. Jahrhundert                                                                               | D-4-71-131-65 Wikidata | weitere Bilder |
| Kaulberg 10 (Standort) | Ehemalige Mühle                                   | zweigeschossiger Walmdachbau, 1. Hälfte 19. Jh.                                                                                           | D-4-71-131-6 Wikidata  | weitere Bilder |
| Kaulberg 10 (Standort) | Fachwerkstadel                                    | Walmdach, 18./19. Jh. | D-4-71-131-6 Wikidata  | BW             |
| Kaulberg 10 (Standort) | Remise                                            | mit Fachwerkobergeschoss, Satteldach, 18./19. Jh.                                                                                         | D-4-71-131-6 Wikidata  | BW             |
| Kaulberg 10 (Standort) | Sägemühle                                         | eingeschossiger einseitig offener Holzbau, 18. Jh.                                                                                        | D-4-71-131-6 Wikidata  | BW             |
| Marienstraße 2, Ecke Marienstraße (Standort)                                                                               | Kruzifix                                          | Sandstein, bezeichnet „1907“ | D-4-71-131-10 Wikidata | BW             |
| Marktplatz (Standort) | Wegkapelle                                        | Figurennische mit Pietà, Satteldach, 19. Jahrhundert                                                                                      | D-4-71-131-7 Wikidata  | weitere Bilder |
| Nähe Reundorfer Straße, Ecke Im Schloß (Standort)                                                                          | Wegkreuz                                          | Zweifacher, gestufter Sandsteinsockel, Gusseisen, mit Mariendarstellung, 19. Jahrhundert                                                  | D-4-71-131-9 Wikidata  | weitere Bilder |
| Reundorfer Straße 5 (Standort)                                                                                             | Ehemaliges Forsthaus                              | Zweigeschossiger Halbwalmdachbau mit Ecklisenen, Fachwerkgiebel, 18. Jahrhundert                                                          | D-4-71-131-8 Wikidata  | weitere Bilder |
| St 2254, am ehemaligen Pestfriedhof an der Straße Frensdorf nach Obergreuth, Abzweig nach Vorra und Untergreuth (Standort) | Steinkreuz, sogenanntes Pestkreuz                 | Sandstein, nach 1602 | D-4-71-131-40 Wikidata | BW             |
| Gegen Obergreuth () | Steinkreuz                                        | 17. Jahrhundert; nicht nachqualifiziert                                                                                                   | D-4-71-131-11          |                |
| Unterer Falzberg, an der Straße nach Bamberg bei der Abzweigung nach Untergreuth (Standort)                                | Wegkreuz                                          | Neugotisch, bezeichnet „1868“ | D-4-71-131-13 Wikidata | BW             |

### Herrnsdorf
| Lage                                          | Objekt                                 | Beschreibung | Akten-Nr.              | Bild           |
| --------------------------------------------- | -------------------------------------- | --- | ---------------------- | -------------- |
| Am Seeberg 1 (Standort)                       | Pfarrkirche St. Jakobus der Ältere     | Chorturm mit Spitzhelm und Sakristeianbau 15. Jahrhundert, Langhaus mit Satteldach, giebelseitig abgewalmt, bezeichnet „1701“; mit Ausstattung | D-4-71-131-24 Wikidata | weitere Bilder |
| Am Seeberg 3 (Standort)                       | Pfarrhaus                              | Walmdachbau mit Eckpilastern, zweite Hälfte 18. Jahrhundert, Veränderungen Mitte 19. Jahrhundert                                               | D-4-71-131-29 Wikidata | weitere Bilder |
| Nähe Am Seeberg (Standort)                    | Hofeinfahrt                            | zwei gemauerte Sandsteinpfosten, klassizistisch                                                                                                | D-4-71-131-29          | BW             |
| Am Seeberg 3; Nähe Am Seeberg (Standort)      | Stadel                                 | massiv mit Fachwerkgiebel und Halbwalmdach, um 1800                                                                                            | D-4-71-131-29          | weitere Bilder |
| An der Brennerei 1 (Standort)                 | Bauernhaus                             | Eingeschossiger Satteldachbau, bezeichnet „1858“, Kern 18. Jahrhundert                                                                         | D-4-71-131-26 Wikidata | weitere Bilder |
| An der Brennerei 6 (Standort)                 | Bauernhaus                             | Wohnteil eines Hakenhofs, eingeschossiger Satteldachbau, bezeichnet „1836“                                                                     | D-4-71-131-27 Wikidata | BW             |
| Dorfstraße 11 (Standort)                      | Grenzstein                             | Sandstein, mit lateinischem Kreuz im Flachrelief, wohl spätmittelalterlich                                                                     | D-4-71-131-66 Wikidata | weitere Bilder |
| St 2254, südlich an der Bachbrücke (Standort) | Heiliger Nepomuk                       | Sandstein, 18. Jahrhundert | D-4-71-131-31 Wikidata | BW             |
| St 2260, östlich des Ortes (Standort)         | Bildstock                              | Sandsteinpfeiler mit Nische und verzierten Eckpilastern, Gusseisenkreuz, bezeichnet „1872“                                                     | D-4-71-131-30 Wikidata | BW             |
| Zentbechhofener Straße 11 (Standort)          | Bauernhaus                             | Zweigeschossiger Walmdachbau mit Fachwerkobergeschoss, zweite Hälfte 18. Jahrhundert                                                           | D-4-71-131-25 Wikidata | weitere Bilder |
| Zur Mühle 9 (Standort)                        | Ehemalige Mühle, sogenannte Kunstmühle | Zweigeschossiger Walmdachbau, Mitte 19. Jahrhundert, Mühlenteil aufgestockt; Säge, Fachwerk, Satteldach, 18. Jahrhundert                       | D-4-71-131-28 Wikidata | weitere Bilder |

### Hundshof
| Lage                               | Objekt      | Beschreibung | Akten-Nr.              | Bild |
| ---------------------------------- | ----------- | --- | ---------------------- | ---- |
| Hundshof 8; In Hundshof (Standort) | Feldkapelle | Eingezogener Chor, Satteldach, neugotisch; Epitaph, bezeichnet „1625“; Skulpturengruppe heilige Anna und heilige Maria, Barock | D-4-71-131-32 Wikidata | BW   |

### Lonnershof
| Lage                         | Objekt     | Beschreibung                               | Akten-Nr.              | Bild           |
| ---------------------------- | ---------- | ------------------------------------------ | ---------------------- | -------------- |
| Bei Haus Nummer 1 (Standort) | Wegkapelle | Eckpilaster, Satteldach, bezeichnet „1837“ | D-4-71-131-33 Wikidata | weitere Bilder |

### Obergreuth
| Lage                                                                      | Objekt       | Beschreibung                                       | Akten-Nr.              | Bild |
| ------------------------------------------------------------------------- | ------------ | -------------------------------------------------- | ---------------------- | ---- |
| Vorderer Falzberg, an der Straße von Frensdorf nach Obergreuth (Standort) | Bildhäuschen | Satteldach, Nische vergittert, 18./19. Jahrhundert | D-4-71-131-34 Wikidata | BW   |

### Reundorf
| Lage                                 | Objekt                           | Beschreibung | Akten-Nr.              | Bild           |
| ------------------------------------ | -------------------------------- | --- | ---------------------- | -------------- |
| Mühlenstraße 1 (Standort)            | Mühle                            | Zweigeschossiger Satteldachbau mit halbrunden Fenstergiebeln und Medaillons, historistisch, bezeichnet „1908“                                                                                     | D-4-71-131-38 Wikidata | BW             |
| Reundorfer Hauptstraße 10 (Standort) | Katholische Pfarrkirche St. Otto | Chor mit 5/8-Schluss und Chorflankenturm mit Spitzhelm, 1614 von Jakob und Johann Bonalino, Langhaus 1781 von Johann Jos. Vogel, Werksteinfassade mit spätbarockem Schweifgiebel; mit Ausstattung | D-4-71-131-35 Wikidata | weitere Bilder |

### Schlüsselau
| Lage                                            | Objekt                                                                                          | Beschreibung | Akten-Nr.              | Bild           |
| ----------------------------------------------- | ----------------------------------------------------------------------------------------------- | --- | ---------------------- | -------------- |
| Eichholz, am alten Weg nach Reundorf (Standort) | Bildstock, sogenannte Hans-Kaspers-Marter                                                       | Sandstein, glatter, sich nach oben verjüngernder Rundschaft, bezeichnet „1739“ | D-4-71-131-61 Wikidata | BW             |
| Schlüsselau 1 (Standort)                        | Wappenstein Kurmainz                                                                            | Sandstein, 18. Jahrhundert | D-4-71-131-44 Wikidata | BW             |
| Schlüsselau 2 (Standort)                        | Ehemaliges Klostergebäude                                                                       | Zweigeschossiger Satteldachbau mit Volutengiebeln, Geschossgesims, Treppenturm, reich profilierte Portalanlage bezeichnet „1608“, von Paul Keit                                    | D-4-71-131-42 Wikidata | weitere Bilder |
| Schlüsselau 2 (Standort)                        | Ehemalige Zisterzienserinnenklosterkirche, heute katholische Pfarrkirche Heilige Dreifaltigkeit | Saalbau mit Strebepfeilern und Satteldach, Giebelreiter mit Zwiebelhaube und Laterne, Chor mit 5/8-Schluss, Sakristeianbau, Fassade neugotisch, bezeichnet „1895“; mit Ausstattung | D-4-71-131-41 Wikidata | weitere Bilder |
| Schlüsselau 2 a (Standort)                      | Klostermauer                                                                                    | Reste der ehemaligen Klosterummauerung und des ehemaligen Kreuzgangs, 16.–19. Jahrhundert                                                                                          | D-4-71-131-41          | BW             |
| Schlüsselau 15 (Standort)                       | Ehemaliges Verwalterhaus, heute Gasthaus                                                        | Zweigeschossiger Walmdachbau, Fachwerkobergeschoss 17. Jahrhundert5, Erdgeschoss erneuert, 19. Jahrhundert                                                                         | D-4-71-131-46 Wikidata | weitere Bilder |
| Schlüsselau 17 (Standort)                       | Ehemaliger Klosterstadel                                                                        | Massiv, Satteldach, 17./18. Jahrhundert | D-4-71-131-47 Wikidata | BW             |
| Schlüsselau 19 (Standort)                       | Forstdienststelle                                                                               | Eingeschossiger Mansardwalmdachbau mit gequaderten Eckpilastern, 1792 von Lorenz Fink                                                                                              | D-4-71-131-48 Wikidata | weitere Bilder |
| Schlüsselau 19 (Standort)                       | Scheune                                                                                         | Massiver Walmdachstadel, erste Hälfte 19. Jahrhundert | D-4-71-131-48 Wikidata | BW             |

### Vorra
| Lage                       | Objekt                                      | Beschreibung | Akten-Nr.              | Bild           |
| -------------------------- | ------------------------------------------- | --- | ---------------------- | -------------- |
| In Vorra 7 (Standort)      | Steinkreuz, sogenanntes Pestkreuz           | Sandstein, 17. Jahrhundert | D-4-71-131-55 Wikidata | BW             |
| In Vorra 17 (Standort)     | Bauernhaus                                  | Verputzt, 18./Mitte 19. Jahrhundert; Relief, Heilige Dreifaltigkeit, Mitte 18. Jahrhundert                                                       | D-4-71-131-54 Wikidata | BW             |
| In Vorra 20 (Standort)     | Bauernhaus                                  | Eingeschossiger Sandsteinbau mit Ecklisenen, Satteldach, um 1800                                                                                 | D-4-71-131-51 Wikidata | weitere Bilder |
| Kirchberg 5 (Standort)     | Katholische Kuratiekirche Mariä Heimsuchung | Saalbau mit Satteldach und halbrundem Chor, Sakristeianbau, Fassadenturm mit Spitzhelm, 1857, 1922 von Michael Schenk erweitert; mit Ausstattung | D-4-71-131-49 Wikidata | weitere Bilder |
| Vorderer Weg 13 (Standort) | Bauernhaus                                  | Eingeschossiger Satteldachbau, Ecklisenen, Fenstergewände mit Segmentstürzen, gewaffelte Gesimse, erste Hälfte 19. Jahrhundert                   | D-4-71-131-52 Wikidata | BW             |
| Vorderer Weg 20 (Standort) | Bauernhaus                                  | Eingeschossiger Satteldachbau, Ecklisenen, im Kern zweite Hälfte 17. Jahrhundert, verändert erste Hälfte 19. Jahrhundert                         | D-4-71-131-50 Wikidata | BW             |
| Vorderer Weg 20 (Standort) | Fachwerkstadel                              | Verputzt, Satteldach, 17./18. Jahrhundert | D-4-71-131-50 Wikidata | BW             |
| Vorderer Weg 20 (Standort) | Backhaus                                    | Massiv, Satteldach, 18. Jh. | D-4-71-131-50 Wikidata | BW             |

### Wingersdorf
| Lage                        | Objekt                    | Beschreibung | Akten-Nr.              | Bild |
| --------------------------- | ------------------------- | --- | ---------------------- | ---- |
| In Wingersdorf (Standort)   | Kapelle St. Bartholomäus  | Satteldachbau mit dreiseitigem Chorschluss, Lisenengestellgliederung und massiver Giebelreiter, um 1890; mit Ausstattung | D-4-71-131-56 Wikidata | BW   |
| Wingersdorf 12 (Standort)   | Bauernhof, Wohnstallhaus  | Eingeschossig, mit Satteldach, bezeichnet „1880“                                                                         | D-4-71-131-70 Wikidata | BW   |
| Wingersdorf 12 (Standort)   | Bauernhof, Kleintierstall | Mit Fachwerkobergeschoss und Satteldach                                                                                  | D-4-71-131-70 Wikidata | BW   |
| Wingersdorf 12 (Standort)   | Bauernhof, Holzlege       | Eingeschossiger Frackdachbau                                                                                             | D-4-71-131-70 Wikidata | BW   |
| Wingersdorf 12 (Standort)   | Bauernhof, Scheune        | Mit Satteldach und Dachhecht                                                                                             | D-4-71-131-70 Wikidata | BW   |
| Wingersdorf 12 (Standort)   | Bauernhof, Nebengebäude   | Eingeschossig mit Satteldach, letztes Viertel 19. Jahrhundert                                                            | D-4-71-131-70 Wikidata | BW   |
| Wingersdorf 21 (Standort)   | Kruzifix                  | Sandstein, bezeichnet „1920“                                                                                             | D-4-71-131-62 Wikidata | BW   |
| Wingersdorf 24 a (Standort) | Bauernhaus                | Massiver, eingeschossiger Satteldachbau, Fledermausgauben, wohl noch 18. Jahrhundert                                     | D-4-71-131-57 Wikidata | BW   |

## Ehemalige Baudenkmäler
| Lage                      | Objekt                                      | Beschreibung | Akten-Nr.              | Bild |
| ------------------------- | ------------------------------------------- | --- | ---------------------- | ---- |
| Abtsdorf 31 (Standort)    | Bauernhaus                                  | Eingeschossiger Satteldachbau, Ecklisenen und Fensterrahmen, Anfang 19. Jahrhundert                             | D-4-71-131-16 Wikidata | BW   |
| Schlüsselau 21 (Standort) | Vermutlich ehemaliges Forstamt des Klosters | Zweigeschossiger Walmdachbau, Erdgeschoss massiv, Obergeschoss Fachwerk verputzt, zweite Hälfte 18. Jahrhundert | D-4-71-131-60 Wikidata | BW   |
| Vorra 16 (Standort)       | Stadel                                      | Fachwerk, 17./18. Jahrhundert                                                                                   | D-4-71-131-69 Wikidata | BW   |
| Vorra 16 (Standort)       | Bauernhaus                                  | Zweigeschossiger Walmdachbau, Obergeschoss Fachwerk, verputzt, 18./erste Hälfte 19. Jahrhundert                 | D-4-71-131-69 Wikidata | BW   |